# ゴーストフェイス
ゴーストフェイス（英語: Ghostface）は、スラッシャー映画『スクリーム』シリーズに登場する架空の殺人鬼。同シリーズにて、黒ずくめで白いゴーストの仮面をした殺人者たちの総称である。
この存在は直に話すことはほとんどないが、電話で話す場合はマスクを着けているのが誰かにかかわらず、ロジャー・L・ジャクソンが吹き替えをしている。ゴーストフェイスは『スクリーム』（1996年）に初めて登場し、同作では架空の町ウッズボローでの連続殺人中に10代のビリー・ルーミス（スキート・ウールリッチ）とスチュアート（マシュー・リラード）が変装として使用した。ゴーストフェイスはウェス・クレイヴンとケビン・ウィリアムソンによって製作された。マスクはエドヴァルド・ムンクの『叫び』の絵にインスパイアされ、ハロウィンのコスチュームとしてコスチューム企業「Fun World」の従業員Brigitte Sleiertinがデザイン・制作を行い、その後映画用にマリアンヌ・マッダレーナとクレイヴンが発見した。このアイデンティティーは、主に各映画の敵が正体を隠しつつ連続殺人を行うための変装として用いられており、したがって複数の俳優によって演じられている。
『スクリーム』では、殺人者達のターゲットであるシドニー・プレスコット（ネーヴ・キャンベル）が彼らに対抗するために一時的にそのアイデンティティを利用する。同シリーズの世界において、このコスチュームは珍しいものではなく簡単に入手できるため、他人が同様の衣装を着ることができる。また、ゴーストフェイスは正体を隠すためにボイスチェンジャーをよく使い、ターゲットに電話で挑発や脅迫を行う。『スクリーム3』では、ローマン・ブリッジャー （ スコット・フォーリー）がターゲットを操るために声を他の複数の人物のように聞こえさせるより高度なデバイスを使用している。
ゴーストフェイスに扮する者たちの動機は、復讐、名声の追求、「同調圧力」に至るまで幅広く、ゴーストフェイスに明確な動機がないことを意味する一方、シドニーの母親モーリーン・プレスコット （リン・マクリー）によって間接的に引き起こされた一連の出来事を背景に、彼らの目的はシドニーを殺すという点で一致している。
当初、 シドニーの母親がビリー・ルーミスの父親と関係を持っていたことを理由としてシドニーを殺すために、ビリー・ルーミス （スキート・ウールリッチ）がスチュアート（マシュー・リラード）とそのアイデンティティを作り上げた。 スクリームシリーズ全体を通して、ゴーストフェイスは、漆黒のフードとギザギザの下衣の付いたローブ、叫びの表情をしたゴーストに似た白いゴム製のハロウィンマスクを身にまとった人物として描写される。どの作品においてもゴーストフェイスの正体は生身の人間であるが、しばしば身体的損傷に対する非常に高い耐久力、高レベルの体力および一見不可能な状況で現れたり消えたりすることができるほぼ超自然的なステルス能力を有していることを示す。 このキャラクターは、登場以来映画やテレビで参照されたり、一連のアクションフィギュアや商品が作り出されたりするなど大衆文化にしばしば登場している。
アンソロジーテレビシリーズ『Scream』では、登場人物の2人がゴーストフェイスに似ており、一人は最初の2シーズンのシリーズに登場したLakewood Slasherで、もう一人はシーズン2のハロウィーンスペシャルエピソードに登場したShallow Grove Slasherであり、二人はマイク・ヴォーン（Mike Vaughn）が吹き替えている。2017年9月18日、ゴーストフェイスがシーズン3に登場することが発表された。2017年10月10日、 キキ・パーマーはインタビューで、オリジナルの映画シリーズでゴーストフェイスの声を当てたロジャー・L・ジャクソンがヴォーンの後任としてシーズン3に復帰することを認めた。シーズン3は2019年7月8日から放映が開始された。

## 外観

### 映画
ゴーストフェイスは『スクリーム』 （1996年）のオープニングシーンに初めて登場する。 ロジャー・L・ジャクソンが吹き替えたこのキャラクターは、10代のケーシー・ベッカー （ドリュー・バリモア）に電話をかけホラーのクリシェと雑学の質問で挑発し、彼女の前でボーイフレンドのスティーヴ・オース （ケヴィン・パトリック・ウォールズ）を殺害してから彼女も殺害する。 そのアイデンティティは映画の大詰めで明らかになる前にシリーズ各作品の主な敵が彼らの素性を隠すために採用している。 
映画第1作では、アイデンティティはカリフォルニア州の架空の町ウッズボローをうろつく殺人者に用いられている。 連続殺人が始まった後、シドニー・プレスコット（ネーヴ・キャンベル）は、映画の出来事の一年前に起き、コットン・ウェアリー（リーヴ・シュレイバー）の犯行とされたシドニーの母親モーリーン・プレスコット（リン・マクリー）殺害事件についての知識を主張するゴーストフェイスからの挑発と脅迫の電話を受け始める。 ゴーストフェイスの変装により、シドニーのボーイフレンドであるビリー・ルーミス （スキート・ウールリッチ）、彼女の父親ニール・プレスコット （ローレンス・ヘクト）、彼女の友人であるランディ・ミークス （ジェイミー・ケネディ）、および彼女の学友であるスチュアート （ マシュー・リラード）などの多くの人々に疑惑が降りかかった。ゴーストフェイスは終盤でビリーとスチュアートの両者だと明らかにされ、彼らはシドニーの母親を殺し、コットンに濡れ衣を着せたと明らかにした。ビリーは、動機としてモーリーンと彼の父親が不倫関係にあり、結果として自分が母親（ローリー・メトカーフ）に捨てられたと述べ、スチュアートは「同調圧力」を挙げた。シドニーは一時的にゴーストフェイスの扮装をして、ビリーとスチュアートに対して優位に立ち、スチュアートを殺害した。ゲイル・ウェザーズ （コートニー・コックス）はシドニーを殺そうとするビリーを撃って阻止し、そしてシドニーがありふれたホラーのクリシェであり今や彼女のキャッチフレーズ「奴らはいつも立ち上がる（They ALWAYS get back up）」という事実を引用しビリーの頭に弾丸を撃ち込み殺害した。これは恐らくホラーに熱中しているランディ・ミークスが彼女に教えた多くの言葉の綾のうちの1つであり、映画前半のパーティー中にこれらのクリシェを公然と並べていた。
映画第2作『スクリーム2』（1997年）においても、ゴーストフェイスは主要な敵役の変装という形で再び登場した。劇中、シドニーが通うウィンザー大学で一連の殺人が発生し、最初の犠牲者は『スクリーム』でのビリーとステュワートの犠牲者と名前が同じであった。殺人者は再びシドニーを挑発して彼女を殺そうとし、後にランディを殺害する。ゴーストフェイスの変装により、再びコットンやシドニーのボーイフレンドであるデレク （ジェリー・オコンネル）などの一部の人物に疑惑が降りかかってしまう。しかし、デレクの友人ミッキー （ティモシー・オリファント）は、自分が多作な功績での名声を求める殺人者だと明らかにする。ミッキーの共犯者は、デビー・ソルトという別名で息子ビリーの死のためにシドニーに対する復讐を求めている母親のルーミス夫人であることが明らかになる。ルーミス夫人はミッキーを撃ち、復讐の実現において彼の助けを借りるためだけに彼の名声への欲望にふけさせたと主張し、シドニーを殺そうとした。 無実のコットンの助けを借りて、シドニーは生き残りルーミス夫人は殺された。 数秒後、ミッキーは叫びながら跳ね起きるが、ゲイルとシドニーによってすぐに射殺される。
物語は『スクリーム3』（2000年）に続き、殺人者はゴーストフェイスのアイデンティティを使用し、現在身を潜めているシドニーの居場所を見つけ出すために、コットンと彼のガールフレンドのクリスティンを殺害した。 殺人者は犯罪現場にモーリーンの写真を残し、シドニーを隠遁生活から誘き出しつつ、シドニーと彼女のゴーストフェイスの経験を原作とした映画内映画『スタブ3』のキャストを殺害する。ゴーストフェイスは、母親モーリーンがリナ・レイノルズという名前で女優になるためにハリウッドに移住していた2年の間に彼女に生まれたシドニーの異父兄弟、ローマン・ブリッジャー（ スコット・フォーリー）だと明らかになる。パーティーで輪姦され妊娠させられた後生まれたローマンを彼女は養子に出した。数年後にローマンが彼女を探したが、ただ拒絶されるだけで彼女がかつてリナであったことも否定した。 ローマンはモーリーンにつきまとい始め、ハンク・ルーミスを含む他の男との関係を撮影した。彼はこの映像を使用してビリーに彼の母親がなぜ彼を「見捨てた」のかを明らかにして、モーリーンを殺すように説得し『スクリーム』と『スクリーム2』の一連の出来事を引き起こした。 シドニーの助けを借りて、彼女の友人デューイ・ライリー （デヴィッド・アークエット）はローマンを何とか殺し、モーリーンに対する彼の復讐に基づく一連の殺人を終わらせた。
『スクリーム4』 （2011年）では、ビリーとステュワートが行った虐殺から15年が経過したウッズボローに、別のゴーストフェイスの殺人者が現れる。新たな殺人者は事件の出来事を再現する一方、スナッフフィルムの制作のために殺人の様子も撮影していた。ゴーストフェイスが数人の10代の若者と警察官を殺害した後、その正体がシドニーの従妹ジル・ロバーツ （エマ・ロバーツ）と、彼女の友人でシドニーを殺害しジルの元彼のトレヴァー・シェルトン （ニコ・トルトレラ）に濡れ衣を着せて虐殺の「生存者」としての名声を伴った現代の「シドニー」と「ランディ・ミークス」になることを画策していたチャーリー・ウォーカー （ロリー・カルキン）であると明らかになる。ジルはチャーリーを裏切って彼の胸を刺して殺害しシドニーも殺したように思われた。その後、自分を刺して怪我を負いゴーストフェイスの犠牲者に見せかけた。病院に運ばれた後、デューイはシドニーが生き残ったことを彼女に知らせた。ジルは彼女を始末しようとするがデューイ、ゲイルとジュディ・ヒックス（マーリー・シェルトン）らに阻止され、その間にシドニーが彼女の胸を撃ち抜き殺害する。

### テレビシリーズ
ゴーストフェイスは、アンソロジーテレビスラッシャーシリーズ『Scream』のシーズン3に登場した。「Scream：Resurrection」というタイトルのシーズンは、2019年7月8日にVH1で初放映された。このシーズンでは、殺人犯達はエピソード「Endgame」でベス（ジョルジアウィガム）とジャマル・「ジェイ」・エリオット（タイガ）だと明らかにされる。

### コンピュータゲーム
ゴーストフェイスは、非対称型マルチプレイヤーサバイバルホラーゲーム『Dead by Daylight』において、『ハロウィン』のマイケル・マイヤーズ、『エルム街の悪夢』のフレディ・クルーガー、『悪魔のいけにえ』のレザーフェイス、『ストレンジャー・シングス』のデモゴルゴン、『ソウ』のアマンダなどの他のホラー映画の象徴的キャラクターと共にDLCキャラクターとして登場する。同作でのゴーストフェイスの正体はジェド・オルセン（Jed Olsen）という別名で知られるダニー・ジョンソン（Danny Johnson）であり、彼はフロリダにある架空の町Rosevilleのフリーランスの新聞記者で日中はゴーストフェイスの殺人を報道し、夜にはゴーストフェイスとして殺人を行っていた。このバージョンのゴーストフェイスは厳密にいえばスクリームの映画とは関連がない（映画は既存のマスクを使用しているため、マスクと映画は著作権が完全に分離されていることが理由）代わりに、単にゴーストフェイスの服装を着用しているオリジナルキャラクターであり、ゲーム独自の殺人者となっている。
また、『コール オブ デューティ ブラックオプス コールドウォー』ならびに『コール オブ デューティ ウォーゾーン』では期間限定イベントで『ダイ・ハード』のジョン・マクレーンや『ランボー』のジョン・ランボーに続く映画作品からの参戦キャラクターとして登場する。 なお前者に対して本作では素性が一切不明という設定になっている。
『Mortal Kombat 1』にて、『ターミネーター2』のT-1000や『コナン・ザ・グレート』のコナンと共ににゲストキャラクターとしての登場が発表された。マスクの外観がモータルコンバットのキャラを意識したものに変わる演出が施されている他、ゲーム中では原作からの一人が、犯罪組織「ブラックドラゴン（黒龍会）」の構成員二人を引き入れたという体で三人組として行動し、その二人は「エンフォーサー」「アサシン」と呼ばれており、正体は不明となっている。

## コンセプトと制作
ゴーストフェイスのコスチュームはスクリームシリーズの主な敵が着用する衣装であり、目、鼻、口が黒く塗り潰されたゴム製の白いマスクと、黒い布のような素材のフード付きローブで、腕からは合成のぼろ布が垂れ下がっており、衣装の下部にはスパイクトリムがある。 作中において、このコスチュームは一般的にで入手しやすいことから購入者が特定しにくく、誰でも殺人犯になる可能性を生み出している。
ゴーストフェイスマスクは、Fun Worldの従業員Brigitte Sleiertinによって「Fantastic Faces」シリーズの一環として1991年から1992年のハロウィンシーズン中のノベルティストア向けに最初に開発され、マスク自体は「ピーナッツ目の幽霊」（The Peanut-Eyed Ghost）として知られていた。最終デザインは、Fun Worldのアランゲラー副社長によって承認された。クレイヴンは最初にマスクを見つけたと主張したが、後に彼はこの出来事の思い違いをしており、発見したのはプロデューサーのマリアンヌ・マッダレーナであると明らかにした。 彼女は映画のロケハン中に家の中にいる間にそれを見つけ、それがクレイヴンの関心を引き、彼はそれを使用する権利の取得を試みた。Fun WorldのライセンスディレクターR.J. Torbertは1996年にFun Worldに入社し、映画の公開前にマスクの名前を付けるという仕事を与えられ、Fun Worldのオーナーであるスタンリーとアランゲラーの賛同を得て「ゴーストフェイス」に決定した。Torbertは、それが「苦しむ幽霊」のように見え、ユニークなデザインであると考えていた。ゴーストフェイスのデザインと名前はFun Worldが所有している。
マスクのデザインは、エドヴァルド・ムンクの絵画『叫び』、 ピンク・フロイドのアルバム『ザ・ウォール』 のカバーキャラクターの一人、1930年代のベティ・ブープの漫画に登場した幽霊のようなキャラクターを参照している。マスクは真っ白で、叫ぶと同時に泣く誰かのカリカチュアを描写している。デザイナーのSleiertinは、マスクはさまざまな感情「恐ろしい顔つき、哀れな顔つき、狂気じみた顔つき」をあらわしていると述べた。『スクリーム』にゴーストフェイスが登場して以来、このコスチュームは、米国で最も着用され販売されているハロウィンのコスチュームになった。

最初の脚本は、主な敵対者を「マスクの殺人者」と呼び、外見を特に指定せずクレイヴンとそのスタッフに、撮影時にゴーストフェイスが最終的に着用する衣装を作らせた。クレイヴンは、デザイン会社KNB EffectsのGreg NicoteroとHoward Bergerに、Fun Worldデザインに基づいた映画専用のマスクを作成するよう依頼したが、最終結果を気に入ることはなかった。Fun WorldとDimension Filmsがゴーストフェイスマスクの使用に関する合意を完了した後、クレイヴンは希望どおりに元のデザインを使用することができた。 KNB Effectsが制作した特注のマスクは、Fun WorldとDimension Filmsとの合意が完了する前にケーシー・ベッカーとプリンシパル・ヒムブリーの殺人を含むシーンの撮影が完了していたためこれらのシーンでは引き続き登場する。 
スクリームで使用されているマスクの1991年〜1992年の「Fantastic Faces」版は、目、鼻、口が黒くなった薄い白いゴムでできている。ウールリッチとリラードによって演じられているにもかかわらず、この衣装はほとんどスタントマンのDane Farwellが着用しており、彼は殺害後のナイフの刃の儀式的な清掃など、キャラクターに多くの独特の癖を与えた。最初の映画では、キャラクターが電話で攻撃されるオープニングの殺害シーン中にクレイヴンはコスチュームを着て、ウールリッチはランディ殺害の準備をする最後のシーンで一度だけ着用した。ステュワートは映画で衣装を着ていたにもかかわらず、俳優のリラードは実際に衣装を着ることはなかった。『スクリーム2』は、「Fearsome Faces」ラインのマスクをわずかに再設計したバージョンで、わずかに変化した目と凹んだ顎を備えている。『スクリーム2』に続いて、ゴーストフェイスマスクは「Ghostface」ラインの一部になり、暗闇で光るモデルを含むデザインのバリエーションがいくつか登場した。Ghostfaceラインマスクの無地の白いバージョンは、『スクリーム3』でローマンが使用している。『スクリーム4』でゴーストフェイスが使用する「デラックス版マスク」と呼ばれる別版のマスクが開発された。これも元のゴーストフェイスのデザインに似ているが、 真珠光沢仕上げのより厚いゴムで構成されている。
ウィリアムソンの「ゴーストマスク」の脚本の描写に沿って、クレイヴンとデザイナーはもともと、殺人者の衣装用に白いマントとフードを作成して、白いモチーフを使用するつもりだった。だが、マッダレーナはマントが黒いほうがより恐ろしくなると提案したことから、マントの色は黒に変更された。Fun Worldマスクは単品の商品としてのみ販売されていたため、『スクリームで』殺人者のものとして明らかになる「死の父」の服装は実際には存在しなかったため、マント自体は映画用に特注する必要があった。マントは、 『スクリーム』の公開後にのみ小売市場で販売された。 各マントは、裁縫師が手作業で制作し、僅かな輝きがある反射性の糸が全体に織り込まれた重く厚くて黒い素材から出来ていることから700ドルかかると推定されている。 観客が衣服や体型によってどの人物が関与しているかを推測できると考えられていたことから、体の殆どをマントで覆うことで殺人者の正体をわかりにくくした。
映画でゴーストフェイスが使用しているナイフはBuckが生産を終了しているBuck 120ハンティングナイフをベースにした特注のプロップナイフである。ナイフの刃は、必要なシナリオに応じてゴム製の柄が付いたアルミニウムまたはクロム塗装のプラスチックでできている。柄は黒で、先端には銀の金属の外観がある。 Buck 120ナイフは、刃渡りが長いことからゴーストフェイスの武器のモデルとして選択されたが、Buck 120自体は動物の内臓を抜くには（刃渡りが）「長すぎる」との顧客の不満により生産中止になった。

## 特徴づけ
ゴーストフェイスは、マスクを着けた人物の身元を隠しやすくするために、画面上に現れている間は話す描写をされることはめったにない。例外は、負傷したときのうなり声とうめき声で、 編集段階でジャクソンによって吹き替えられる。ゴーストフェイスは、シリーズの2つの場面で画面上で話すだけである。これらの2つの機会では、彼の真の正体が明らかになる直前である。ジャクソンが吹き替えるゴーストフェイスの音声は、電話で他の人物と話すとき、または殺人者が正体を明らかにした時のボイスチェンジャーの使用を示すときに用いられる。各映画の様々なキャラクターに演じられているにもかかわらず、ゴーストフェイスは、誰が衣装を着ているか誰がターゲットに話しかけているかにかかわらず、犠牲者を電話で挑発、殺害後のナイフの儀式的な清掃、犠牲者の喉を切り裂いてからの刺殺、ほぼ超人的な体力と耐久力、負傷した時の唸り声やうめき声などの類似した性格と身体的特徴を示す。
ゴーストフェイスは、オリジナルのスクリームでは単に「The Killer」か「Father Death」（死の父）と呼ばれ、『スクリーム4』までその名前を呼ばれることはないが、クレジットでは「The Voice」と称されている。その名前は最初の映画でローズ・マッゴーワンが演じるテイタム・ライリーが死の前に変装したステュワートを「Mr.ゴーストフェイス」と皮肉っぽい態度で呼んだことに由来している。 
ゴーストフェイスはしばしばターゲットを挑発する傾向にあり、最初は話すときに自分自身を魅力的で軽薄なものであるとさえ表現する。彼の会話は、他の人物についての自身の知識を用いたり、ターゲットの前に直接現れる前に意図をグラフィカルに説明したりして、挑戦的で威圧的になる。クレイヴンはジャクソンの声の演技を「邪悪な洗練」を持つゴーストフェイスと見なしていた。意図した犠牲者との対決の際、ゴーストフェイスはさまざまな方法で描写される。時には素早く効率的で、時には不器用、落下したり、または追跡を妨げる物体と衝突したりするが、これは衣装を着ている人によって異なる特徴である。ゴーストフェイスの変装を使用するすべての人物は、犠牲者をあざけり、有利に見えたときに殺害を長引かせるという特徴を共有している。ビリー/ステュワートのゴーストフェイスは、犠牲者を殺した後、彼らの内臓を抜き取る。これは、機械式ガレージのドアで殺されたテイタム・ライリー （ローズ・マッゴーワン）には行われなかった ミッキーとルーミス夫人によってつくられた2番目のゴーストフェイスは犠牲者を刺殺するだけだが、しばしば公共の場や目撃者がいる場で犯行を行う。 ローマンが作り上げた3番目のゴーストフェイスは、演劇と映画の小道具を使用した犯行を行い、ボイスチェンジャーを使用して自身の声を他の多くの人々のように聞こえさせ、他の人物に疑念を投げかけた。さらに、彼は特にシドニーを挑発するためにモーリーンの写真と合成音声を使用し、血まみれの犯罪現場のカバーに身を包み、モーリーンの殺人を暗示して、彼女が正気を失ったと信じるように欺いた。ジルとチャーリーによって作り出された4番目のゴーストフェイスは、周囲に隠されたWebカメラとマスクのスパイカメラで各殺人を撮影した。彼らは主に犠牲者を刺殺するが、もし望むならさらに彼らのはらわたを抜き取ることも行う。彼らはまた、世界のマスコミの注目を集めるために一部の殺人を公開している。
ゴーストフェイスの殺害の動機は映画ごとに異なり、コスチュームを着ているそれぞれの殺人者においても異なっている。ビリーは母親に見捨てられたことで狂気に追い込まれたと主張し、モーリーンのせいだとする彼が彼女への復讐を果たした後、殺人を続けることを選び、娘のシドニーへとターゲットが移っていった。一方、ステュワートは同調圧力を動機として挙げた。『スクリーム2』では、ルーミス夫人は、彼女の動機を息子の死の犯人に対する単純な復讐として引用し、ミッキーは、自身が逮捕された時に一連の殺人での彼の関与が集まるという名声を望んでいる。『スクリーム3』の敵であるローマンは、彼の母親モーリーンが自分を拒絶し見捨てた事に対する復讐で彼女の死を計画し、彼が拒絶された家族生活を持っていると見なした異母兄弟のシドニーを殺そうとした。『スクリーム4』では、シドニーを妬むジルが新たな虐殺の唯一の生存者と同様の名声を得たいと望む一方で、チャーリーはそれらの理由とジルへの愛のために彼女を助けた。
コスチュームでは、ゴーストフェイスは、親指と人差し指でナイフの刃をつかみ、殺人後の手からナイフの先端に手を引くことで血を拭き取る儀式的なマナーを共有している。 一連のの動作は、『スクリーム』における多くのシーンでのゴーストフェイスのスタントマンを務めていたDane Farwellによって特徴づけられた。それぞれの殺人者は、ほぼ完璧なステルス、見つからずに徘徊し、静かに移動し、ターゲットの防御から効率的に消えるなど、効果的な身体能力を有していると描写されている。さらに、殺人者は『スクリーム2』で二人の訓練された刑事を自力で倒したように、犠牲者を圧倒するのに十分な力を発揮する傾向がある。ゴーストフェイスは深刻な身体の負傷を耐えるばかりか無視でき、鈍的外傷、刺傷、銃撃を生き延びられることが示されている。ビリー、ミッキー、ローマン、ジルは、全員以前に重傷を負っていたにもかかわらず、殺すために頭を撃つか胸を銃で何発も撃たれなければ死ななかった。

## 文化的影響
McFarlane Toysは、1999年にホラーとSFにインスパイアされたキャラクターモデルの「Movie Maniacs II」シリーズ用にゴーストフェイスの6インチのフィギュアを製作した。NECAは、標準的なマスクと黒のずきんに加えて、朽ちたマスクの外観を持つ「ゾンビ・ゴーストフェイス」や、茶色の黄麻布の素材をマスクと衣服に用いた 「スケアクロウ・ゴーストフェイス」などのバリエーションを特徴とするフィギュアシリーズを『スクリーム4』用に制作した。
ゴーストフェイスはスクリームシリーズに登場した後、メディアで何度もパロディ化され、言及されている。中でもパロディ映画『最終絶叫計画』（2000年）がよく知られており、同作ではゴーストフェイスに扮した殺人者による連続殺人が行われ、後にそれが『スクリーム』と同様に複数犯であったことが明らかになる。このゴーストフェイスのパロディ版は、コミック・ストリップ"Erma"2016年6月1日掲載分の「Prank Call」に登場する。この漫画では、キャラクターは、シリーズのキャラクターと共に『スクリーム』を引用しながらいたずら電話をしている。パロディ映画『Shriek If You Know I I What What You Di I Last Last 13th』（2000年）では、ジェイソン・ボーヒーズ風のホッケーマスクを着けた殺人者が火を放たれ、マスクが熱で溶けてゴーストフェイスのようになるという場面が存在する。映画『ジェイ&サイレント・ボブ 帝国への逆襲』（2001年）ではシリーズに出演したシャナン・ドハーティーとクレイヴンがカメオ出演しており、彼らは当時存在しなかった『スクリーム4』を制作するが、ゴーストフェイスがオランウータンのスーザンによって演じられると知ったドハーティーは反対する。
映画のように、ゴーストフェイスはさまざまなテレビ番組やコマーシャルで繰り返し取り上げられている。『スクリーム3』が公開された年に、『ビバリーヒルズ高校白書』およびニコロデオンのシリーズ『Cousin Skeeter』にマスクが登場した。また、『スクリーム』の脚本家ウィリアムソンが制作に参加した『ドーソンズ・クリーク』では、ゴーストフェイスのマスクが主人公・ドーソンの寝室の装飾品として登場している。このキャラクターは、1999年の『Celebrity Deathmatch』のエピソード「The Unknown Murderer」に登場し、毎回絶叫クイーンを殺すと脅し、バリーモア、 ジェイミー・リー・カーティス、 ジェニファー・ラブ・ヒューイットを殺し、濡れ衣を着せるためにカモノハシに彼の携帯電話を取り付けキャンベルとサラ・ミシェル・ゲラーに戦わせた。マスクは後に『ザ・ソプラノズ 哀愁のマフィア』のエピソード「Fortunate Son」（2001年）で使用され、登場人物の一人であるクリストファーが強盗をする際に着用した。
衣装は、テレビシリーズ『Boomtown』のエピソード「All Hallow's Eve」（2002年）で参照され、警察官が他の子供たちを怯えさせている苛めっ子を怖がらせるためにその衣装を用いた 。日本のアニメ『フリクリ』のエピソード「マルラバ」（2000年）では、主人公のナオ太が家族と共に辛口のカレーを食べているシーンでナオ太の顔が頻繁にゴーストフェイスに似たものへと変わる。キャラクターは、『Tripping the Rift』のエピソード「The Devil and a Guy Named Webster」（2004年）でチョーデが魂を悪魔に売って彼を訴える方法を見つけた際の裁判官としてカメオ出演している。彼はまた、「Trivial Pursuit：90's edition」の 2004年の広告にも出演しており、デニス・ロッドマンと1997年の映画『タイタニック』の登場人物のローズと共に1990年代の象徴的なキャラクターとして表現されている。ゴーストフェイスのパロディは、テレビシリーズ『ラグラッツ・ザ・ティーンズ』のエピソード「Interview with a Campfire」（2004年）に登場する。そのエピソードでは、Lil DeVilleが電話で挑発され、イースターバニーマスクを着用した人物にストーキングされる。
このキャラクターは『シンプソンズの』エピソード「Homer Away from Homer」（2005年）で一時的に登場しており、ホーマー・シンプソンは彼の娘マギー・シンプソンのベビーシッターとして彼を提案している。『Robot Chicken』のエピソード「That Hurts Me」（2005年）においてロジャー・L・ジャクソンがゴーストフェイスを吹き替えている。ゴーストフェイスは『Eastbound & Down』で、セックス中にマスクをつけるよう要求するメインの登場人物ケニー・パワーズによって触れられている。『Scream XXX: A porn parody』で新たなゴーストフェイス（Father Deathマスクのピエロ版を着けている）は、Stabシリーズのポルノパロディを製作中のクルーとキャストを殺害し始める。
アダム・ロックオフは、著書 『Going to Pieces：The Rise and Fall of the Slasher Film 』で、ゴーストフェイスのマスクは「印象的でシュールな実に恐ろしい存在」であると述べた。 マスクをエドヴァルド・ムンクの『叫び』の「大げさな表現」と呼んだロックオフは、その顔が「犠牲者の顔の恐怖と驚きの表情を反映しているかのように、大げさに歪められ、殆ど嘲るようににやついている」と記述した。トニー・マジストラーレはまた、彼の著書『Abject Terrors：Surveying the Modern and Postmodern Horror Film』で、ゴーストフェイスのマスクと『叫び』の間の類似性について論じ、絵画の他の人々からの一定の疎外感の適切な表現は殺人者の殺人のアジェンダを吹き込んだと述べた。